# Letsie II
Letsie II (ur. 1869, zm. 1913) – król Basuto od 21 sierpnia 1905 do 28 stycznia 1913. Był również nazywany Letsienyana (mały Letsie).

## Lata młodości
Dorastał w wiosce swojego ojca, Likhoele, która jest położona w dystrykcie Mafeteng i walczył po jego stronie w walce pod Thaba Bosiu przeciwko Masophie. 

## Panowanie
Po śmierci ojca objął tron Basuto. Był pierwszym władcą, którego pozycja została skonsultowana z wysokim komisarzem. Po zajęciu stanowiska opuścił Likhoele i założył nową wioskę – Phahameng. Pił dużo alkoholu, co przyczyniło się do jego przedwczesnej śmierci w 1913. Jego syn Tau umarł niedługo po śmierci Letsiego II (istnieje też możliwość, że Tau nie był synem Letsiego II), dlatego jego następcą został młodszy brat Griffith.